# Men
Men (bra: Men - Faces do Medo) é um filme de terror folclórico britânico-estadunidense escrito e dirigido por Alex Garland. O filme é estrelado por Jessie Buckley e Rory Kinnear.
Foi lançado nos Estados Unidos em 20 de maio de 2022, pela A24, e no Reino Unido em 1 de junho de 2022, pela Entertainment Film Distributors. O filme recebeu críticas geralmente positivas dos críticos, com elogios direcionados às performances dos protagonistas, embora a história e os temas tenham recebido algumas críticas.

## Enredo
Uma jovem sai de férias, sozinha para o interior da Inglaterra após a morte de seu ex-marido. Após a tragédia, Harper Marlowe (Jessie Buckley) se retira sozinha para um belo campo inglês, na esperança de encontrar um lugar para se curar. No entanto, alguém ou algo da floresta ao redor parece estar perseguindo ela. O que começa como um pavor latente, logo se torna um pesadelo totalmente formado, e também logo habitado por suas memórias e medos mais sombrios.

## Elenco
- Jessie Buckley como Harper Marlowe
- Rory Kinnear como Geoffrey
- Zak Rothera-Oxley como o corpo de Samuel
- Paapa Essiedu como James Marlowe
- Gayle Rankin como Riley
- Sarah Twomey como Frieda
- Sonoya Mizuno como atendente da polícia (voz)

## Lançamento
Men foi lançado nos Estados Unidos em 20 de maio de 2022 pela A24, e foi lançado no Reino Unido em 1.º de junho pela Entertainment Film Distributors. Foi exibido no Festival de Cinema de Cannes na seção Quinzena dos Diretores em maio de 2022.

## Recepção
No Rotten Tomatoes, 68% das 260 resenhas dos críticos foram positivas, com nota média de 6,6/10. O consenso do site diz: "Se sua narrativa e alcance temático às vezes excedem seu alcance, performances magnéticas de um elenco estelar ajudam Men a tirar o máximo proveito de suas provocações de terror". O Metacritic, que usa uma média ponderada, atribuiu ao filme uma pontuação de 65 em 100, com base em 55 avaliações, indicando "críticas geralmente favoráveis".